# Dia da Fundação do Partido
O Dia da Fundação do Partido (em coreano:  조선로동당 창건일) é um feriado anual na Coreia do Norte que marca a fundação, em 10 de outubro de 1945, do "Comitê Central de Organização do Partido Comunista da Coreia do Norte", conhecido como "Bureau da Coreia do Norte do Partido Comunista da Coreia" no Ocidente e considerado um antecessor do governante Partido dos Trabalhadores da Coreia.
O Dia da Fundação do Partido é um dos feriados mais importantes do país, juntamente com o Dia do Sol (aniversário de Kim Il Sung), Dia da Estrela Brilhante (aniversário de Kim Jong Il) e o Dia da Fundação da República. 

## História
A Coreia do Norte comemora 10 de outubro de 1945 como a data da fundação do "Comitê Central de Organização do Partido Comunista da Coreia do Norte",  conhecido como "Bureau da Coreia do Norte do Partido Comunista da Coreia" pelos historiadores ocidentais. 

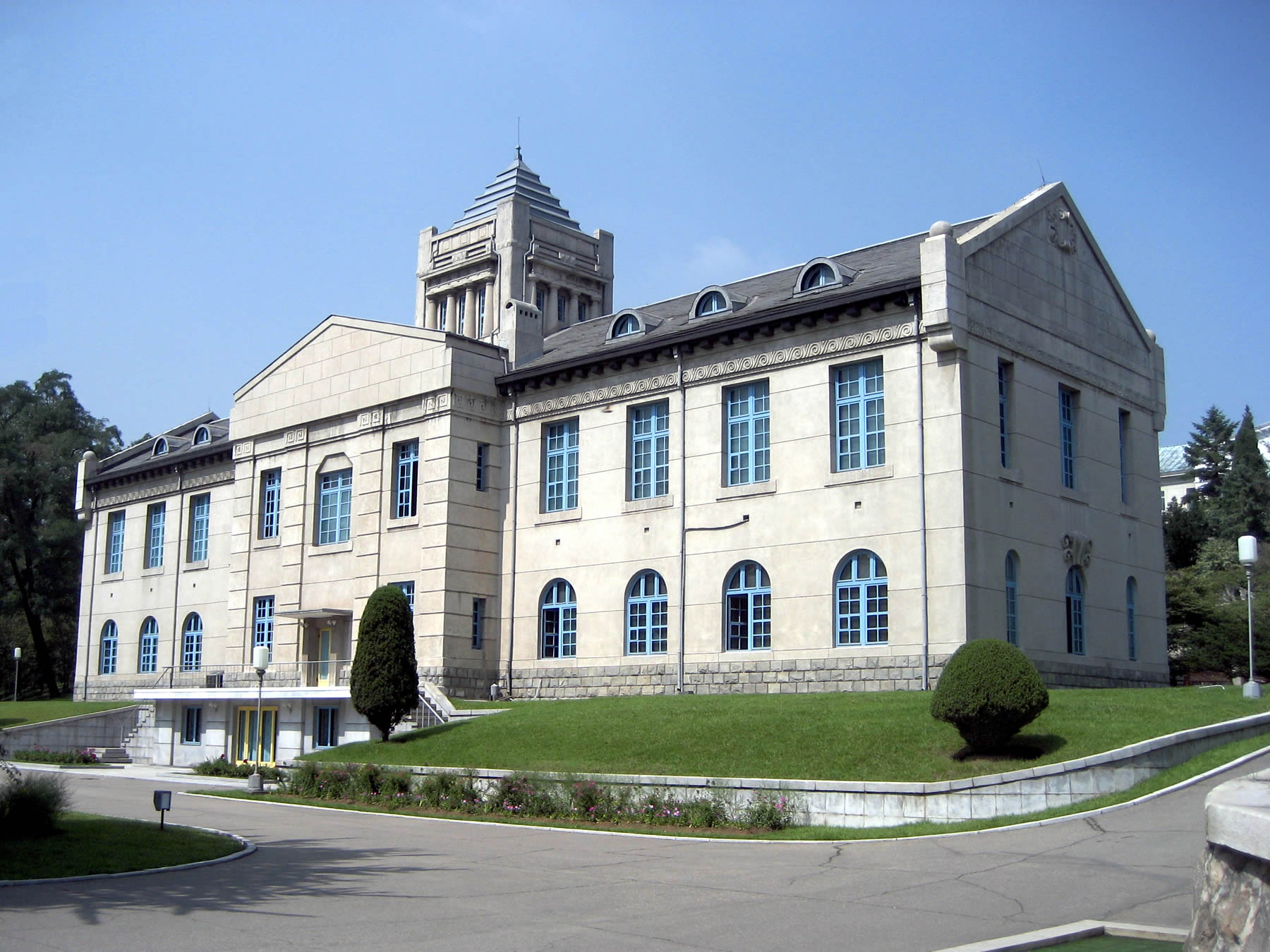
O salão público onde foi realizada a conferência de fundação agora abriga o Museu da Fundação do Partido.

Em 10 de outubro de 1945, uma reunião chamada "Conferência de Membros e Entusiastas do Partido Comunista Coreano nas Cinco Províncias do Noroeste" começou em Pyongyang,  em um salão público que agora abriga o Museu da Fundação do Partido.  Em 13 de outubro, a reunião viu o estabelecimento do Bureau da Coreia do Norte do Partido Comunista da Coreia. A conferência foi a primeira vez que Kim Il Sung emergiu como uma força política.  Kim defendeu a fundação do Bureau da Coreia do Norte para que as atividades partidárias pudessem ser supervisionadas no norte do país, em uma situação em que o norte e o sul estavam ocupados pelos soviéticos e americanos, respectivamente.  Kim assumiu a presidência do Bureau da Coreia do Norte cerca de dois meses após a conferência.  O Bureau logo se tornou independente do Partido Comunista da Coreia, liderado por Seul,  abrindo caminho para uma força política no Norte. 
O Bureau da Coreia do Norte é um de uma série de predecessores do atual Partido dos Trabalhadores da Coreia. O Bureau da Coreia do Norte evoluiu para o Partido dos Trabalhadores da Coreia do Norte em agosto de 1946.  O atual Partido dos Trabalhadores da Coreia não foi fundado até 30 de junho de 1949, quando o Partido dos Trabalhadores da Coreia do Norte se fundiu com o Partido dos Trabalhadores da Coreia do Sul. 

## Comemorações

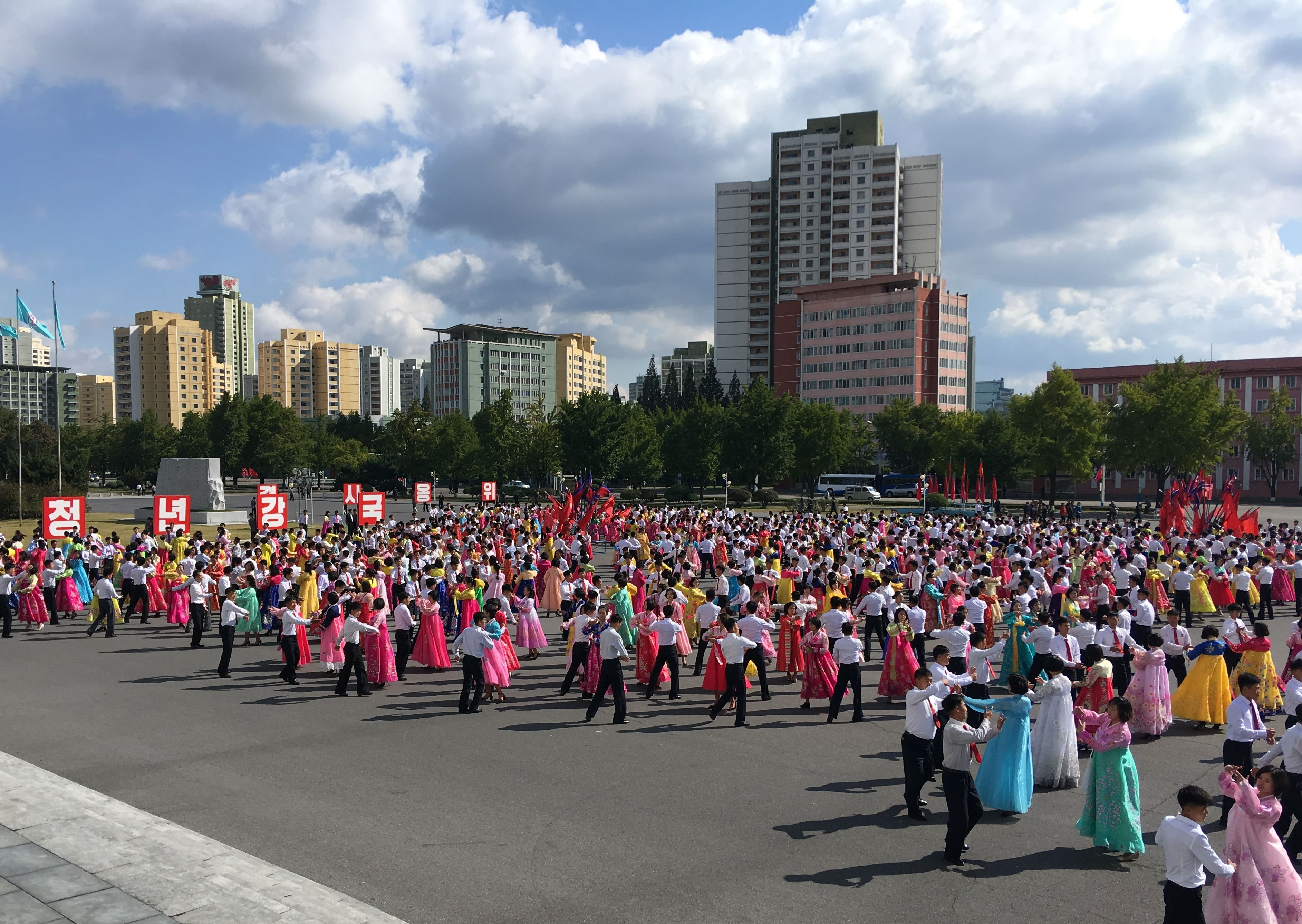
Dança em massa em Pyongyang no Dia da Fundação do Partido.

As celebrações incluem apresentações de música e dança, noites de gala, discursos, palestras sobre história revolucionária e reuniões oratórias.   Homenagens florais são colocadas em frente às estátuas de Kim Il Sung.  Rações alimentares especiais são distribuídas.  Isso geralmente inclui alimentos que normalmente são escassos, como óleo e lanches.  A carne está disponível através do sistema público de distribuição. 

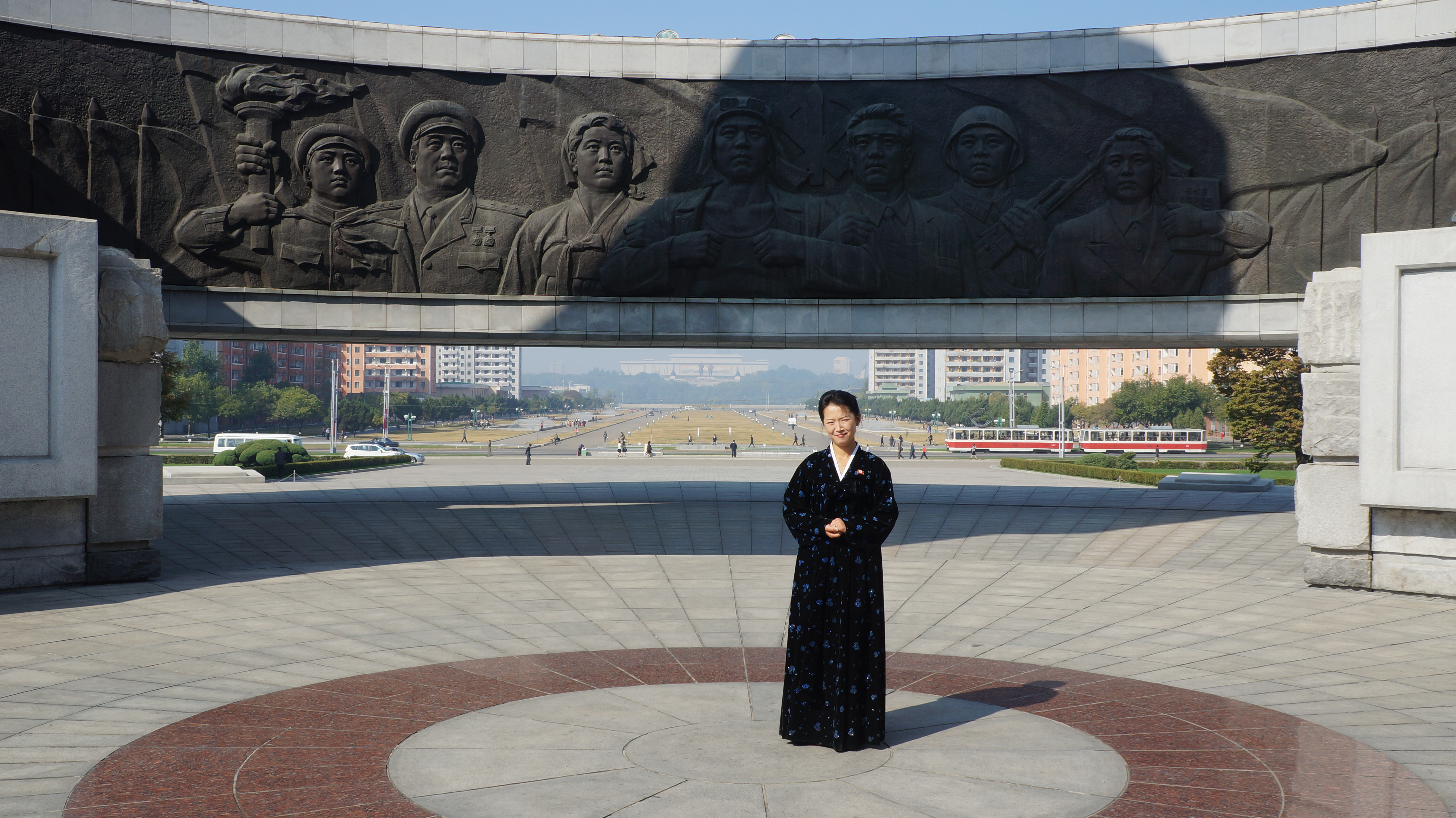
Um guia turístico visitando o Monumento à Fundação do Partido em Pyongyang por volta do aniversário

A eletricidade é fornecida no Dia da Fundação do Partido, apesar da escassez.  Há transmissões de cerimônias ao vivo pela TV.  O feriado é comemorado em todo o país, embora as principais comemorações ocorram na capital, Pyongyang.  A cidade normalmente hospeda procissões e um desfile militar durante o dia. A presença nas festividades da capital é contada na casa dos milhões. 
As comemorações incluíram visitas cerimoniais ocasionais de líderes norte-coreanos ao Palácio Kumsusan do Sol. O fracasso de Kim Jong-Un em 2014 intensificou as especulações sobre sua longa ausência. A tradição não tem sido muito forte, pois em comparação com Kim Jong-Un, seu pai Kim Jong Il observou a mesma tradição apenas duas vezes.  
A Coreia do Norte planeja a conclusão de projetos de construção em larga escala para coincidir com aniversários importantes como o Dia da Fundação do Partido.  O 50º aniversário do partido em 1995, por exemplo, foi recebido com a inauguração do Monumento à Fundação do Partido.  O 70º aniversário em 2015 foi planejado para ser comemorado com a conclusão de uma base de criação de gado e uma usina: Sepho Tableland e a Usina do Rio Ch'ŏngch'ŏn.  Esta última foi concluída no mês seguinte. 
Bancos, escritórios, instituições de varejo e governamentais fecham durante o dia.  Os casamentos são frequentemente organizados nesse dia. 

## Leitura Adicional
- Chosŏn sanŏp nodong chosaso [Research Institute for Korean Industry and Labor], ed. (1946). Orhŭn nosŏn [The Correct Line]. Tokyo: Minjung sinmunsa. pp. 30–48. OCLC 122860423  – minutes of the founding conference.
- Kim Il-sung (1975). On building a Marxist-Leninist party in our country and its immediate tasks: report to the inaugural congress of the Central Organizing Committee of the Communist Party of North Korea, October 10, 1945. Pyongyang: Foreign Languages Publishing House. OCLC 14062478  – Kim Il Sung's speech at the founding conference.
- Tertitskiy, Fyodor (10 de out de 2017). «Why North Korea celebrates Party Foundation Day». NK News